# Arroyo de la Virgen
Der Arroyo de la Virgen ist ein Fluss in Uruguay.
Der rund 50 Kilometer lange Arroyo de la Virgen entspringt in den westlichen Ausläufern der Cuchilla del Pintado. Er verläuft von Norden nach Süden und fließt auf dem Gebiet der Departamento Florida und San José und dient dabei als Grenzlinie. Er mündet am Paso de Juan Chazo als rechtsseitiger Nebenfluss in den Río Santa Lucía. Am Paso de Juan Chazo befindet sich die Puente de Juan Chazo genannte Eisenbrücke der Bahnstrecke Montevideo–Paso de los Toros. Der Arroyo de la Virgen wies jedenfalls zu Beginn des 20. Jahrhunderts Bewaldung an beiden Ufern auf. Die Namensgebung des Flusses ist darauf zurückzuführen, das gegen Ende des 18. Jahrhunderts am Oberlauf ein Heiligtum für die Nuestra Señora de Luján (Unsere Liebe Frau von Luján) errichtet wurde.